# Ciénega de Flores (kommun)
Ciénega de Flores är en kommun i Mexiko.   Den ligger i delstaten Nuevo León, i den centrala delen av landet, 700 km norr om huvudstaden Mexico City.
Följande samhällen finns i Ciénega de Flores:
- Ciénega de Flores
- Real del Sol
- Portal de las Salinas
- Villas Campestres